# Nếp lõm
Trong địa chất cấu tạo, nếp uốn lõm hay nếp lõm là một nếp uốn có dạng lõm xuống, các lớp đá cắm nghiêng vào trung tâm và trên bản đồ địa chất các lớp đá ở hai bên có tuổi cổ hơn ở giữa. Các nếp uốn được hình thành do quá trình biến dạng dẻo của lớp vỏ Trái Đất đi kèm với quá trình tạo núi.
Nếp uốn nổi tiếng là Wyoming thuộc bồn trũng sông Powder. Nếp lõm đặc trưng là nếp lõm Saou dưới chân đồ Alpine, miền đông nam nước Pháp.

## Thư viện ảnh

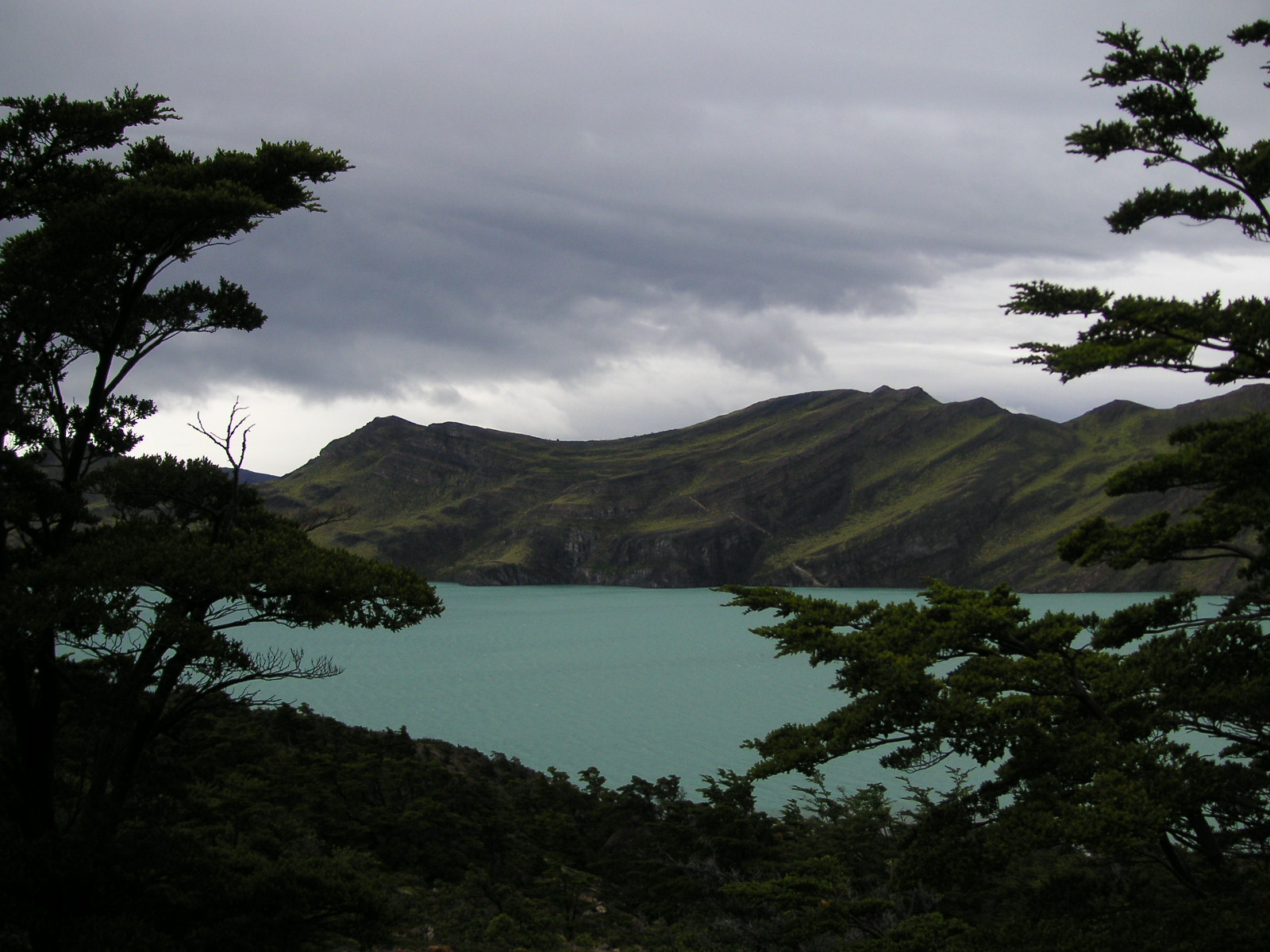
Nếp lõm, Vườn quốc gia Torres del Paine, Chile.
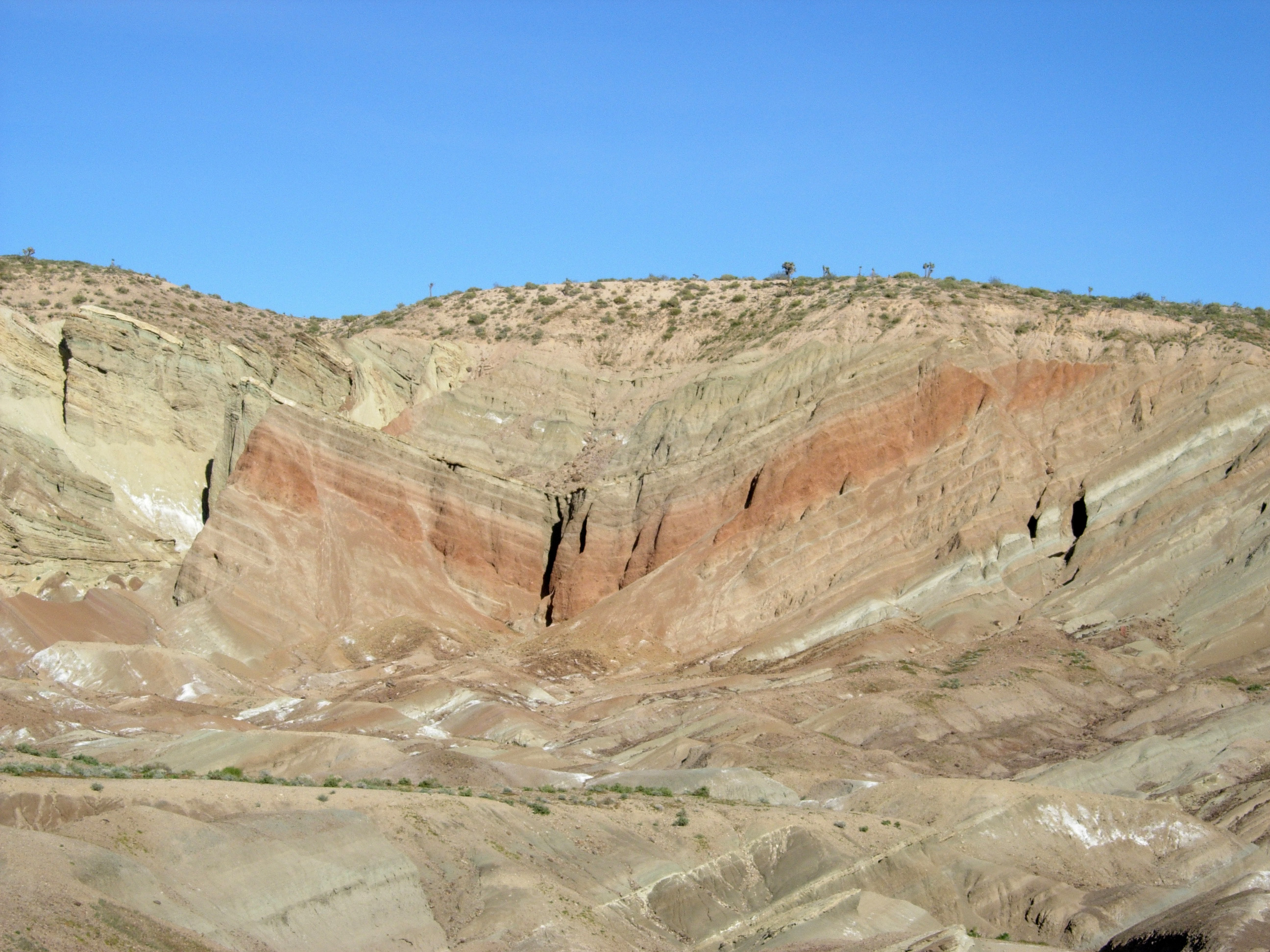
Nếp lõm bồn trũng Rainbow gần Barstow, California.